# Mikaela Mässing
Mikaela Mässing (født 13. marts 1994) er en svensk håndboldspiller.